# Dorf (Gemeinde Hartkirchen)
Dorf ist eine Ortschaft der Gemeinde Hartkirchen in Oberösterreich. Sie hat 36 Einwohner (Stand 1. Jänner 2024).
Die Streusiedlung Dorf aus ca. zehn Bauernhöfen liegt fünf Kilometer nordöstlich von Hartkirchen an der alten Bundesstraße und jetzigen Landesstraße L3512 nach Haibach ob der Donau auf 460 bis 520 m ü. A. Seehöhe. Zur Ortschaft gehören neben Dorf der Weiler Gschwendt und der Einzelhof Brandtner.
In Dorf befindet sich auch der Skilift von Hartkirchen, da es ca. 250 m höher an einem Nordhang zur Donau liegt.
1. ↑  Statistik Austria: Bevölkerung am 1.1.2024 nach Ortschaften (Gebietsstand 1.1.2024), (ODS, 500 KB)